# 拉沙佩勒福谢
拉沙佩勒福谢（法語：La Chapelle-Faucher，法語發音：[la ʃapɛl foʃe]）是法国多尔多涅省的一个市镇，属于农特龙区。

## 地理
拉沙佩勒福谢（45°22'15"N, 0°45'7"E）面积18.4 平方千米，位于法国新阿基坦大区多爾多涅省，该省份为法国西南部内陆省份，是法國本土面积第三大的省，大致对应佩里戈尔地区，北起顺时针与夏朗德省、上维埃纳省、科雷兹省、洛特省、洛特-加龙省、吉倫特省和滨海夏朗德省接壤。
与拉沙佩勒福谢接壤的市镇（或旧市镇、城区）包括：维拉尔、尚帕尼亚克-德贝莱尔、特兰库河畔孔达、佩里戈尔地区布朗托姆、圣弗龙达朗、科勒河畔圣皮埃尔、佩里戈尔地区布朗托姆。

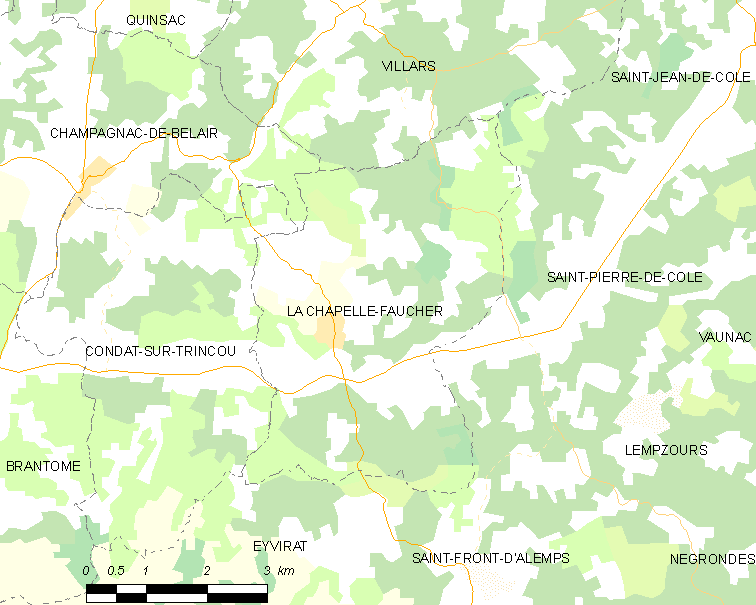
拉沙佩勒福谢的OSM定位图

拉沙佩勒福谢的时区为UTC+01:00、UTC+02:00（夏令时）。

## 行政
拉沙佩勒福谢的邮政编码为24530，INSEE市镇编码为24107。

## 政治
拉沙佩勒福谢所属的省级选区为佩里戈尔地区布朗托姆县。

## 人口

1962-2008年间拉沙佩勒福谢人口变化图示

拉沙佩勒福谢于2022年1月1日时的人口数量为386人。